# Dorcadion obenbergeri
Dorcadion obenbergeri är en skalbaggsart som beskrevs av Heyrovský 1940. Dorcadion obenbergeri ingår i släktet Dorcadion och familjen långhorningar. Inga underarter finns listade i Catalogue of Life.